# Veitlahm
Veitlahm  (oberfränkisch: Faidlohm) ist ein Gemeindeteil des Marktes Mainleus im Landkreis Kulmbach (Regierungsbezirk Oberfranken). Die Gemarkung Veitlahm hat eine Fläche von 3,047 km². Sie ist in 526 Flurstücke aufgeteilt, die eine durchschnittliche Flurstücksfläche von 5792,90 m² haben.

## Geografie
Das Pfarrdorf bildet mit Wernstein im Südwesten eine geschlossene Siedlung. Sie liegt am oberen Lauf des Wacholdergrabens, eines linken Zuflusses des Zentbachs. Im Norden steigt das Gelände zum Paterberg an (528 m ü. NHN). Die Kreisstraße KU 6 führt nach Wernstein (0,7 km südwestlich) bzw. nach Lindig (1,1 km südöstlich). Die Kreisstraße KU 3 führt nach Höfstätten (1,3 km nordöstlich).

## Geschichte
Der Ort wurde 1290 als „Kyrlam“ erstmals urkundlich erwähnt, 1531 in der Form „Veitlam“. Das Grundwort des Ortsnamens ist lamb (mhd. für abfallend), womit die Lage des Ortes beschrieben wurde. Das Bestimmungswort war ursprünglich Kirche, später der Patron der Kirche. Der Zusatz diente wohl zur Unterscheidung des in der Nähe gelegenen Forstlahm.
Gegen Ende des 18. Jahrhunderts gab es in Veitlahm 28 Anwesen, eine Kirche und ein Pfarrhaus. Das Hochgericht übten das brandenburg-bayreuthische Stadtvogteiamt Kulmbach und das Obergericht Wernstein aus. Die Dorf- und Gemeindeherrschaft hatte das Rittergut Wernstein. Grundherren waren
- das Kastenamt Kulmbach (1 Söldengut) und der markgräfliche Lehenhof Bayreuth (1 Hof, 1 Sölde),
- der bambergische Langheimer Amtshof (2 Güter),
- das Giech’sche Amt Thurnau (1 Sölde),
- das Rittergut Thurnau (1 Gut, 1 Wohnhaus),
- das Rittergut Wernstein (1 Wirtshaus, 1 Halbhof, 3 Güter, 2 Halbgüter, 1 Gütlein, 2 Sölden, 1 Tropfgut, 1 Tropfhaus, 1 Tropfhäuslein),
- das Seniorat von Redwitz (1 Hof, 1 Halbhof, 2 Güter, 2 Gütlein, 1 Haus mit Hofrait).[8]

Von 1797 bis 1810 unterstand Veitlahm dem Justiz- und Kammeramt Kulmbach. 1810 kam der Ort zum Königreich Bayern. Mit dem Gemeindeedikt wurde Veitlahm dem 1811 gebildeten Steuerdistrikt Schmeilsdorf und der 1812 gebildeten Ruralgemeinde Danndorf zugewiesen. Mit dem Zweiten Gemeindeedikt von 1818 entstand die Ruralgemeinde Veitlahm. Sie war in Verwaltung und Gerichtsbarkeit dem Herrschaftsgericht Thurnau (ab 1852 Landgericht Thurnau) zugeordnet und in der Finanzverwaltung dem Rentamt Thurnau (1919 in Finanzamt Thurnau umbenannt). In der freiwilligen Gerichtsbarkeit unterstanden die Anwesen unterschiedlichen Patrimonialgerichten. Ab 1862 gehörte Veitlahm zum Bezirksamt Kulmbach (1939 in Landkreis Kulmbach umbenannt). Die Gerichtsbarkeit blieb beim Landgericht Thurnau (1879 in das Amtsgericht Thurnau umgewandelt), von 1929 bis 1972 war das Amtsgericht Bayreuth zuständig, seitdem ist es das Amtsgericht Kulmbach. 1930 wurde die Finanzverwaltung vom Finanzamt Bayreuth übernommen, seit 1973 ist das Finanzamt Kulmbach zuständig. Die Gemeinde hatte eine Fläche von 3,060 km². Im Zuge der Gebietsreform in Bayern wurde die Gemeinde am 1. Januar 1976 in den Markt Mainleus eingegliedert.

## Sehenswürdigkeiten in der Natur

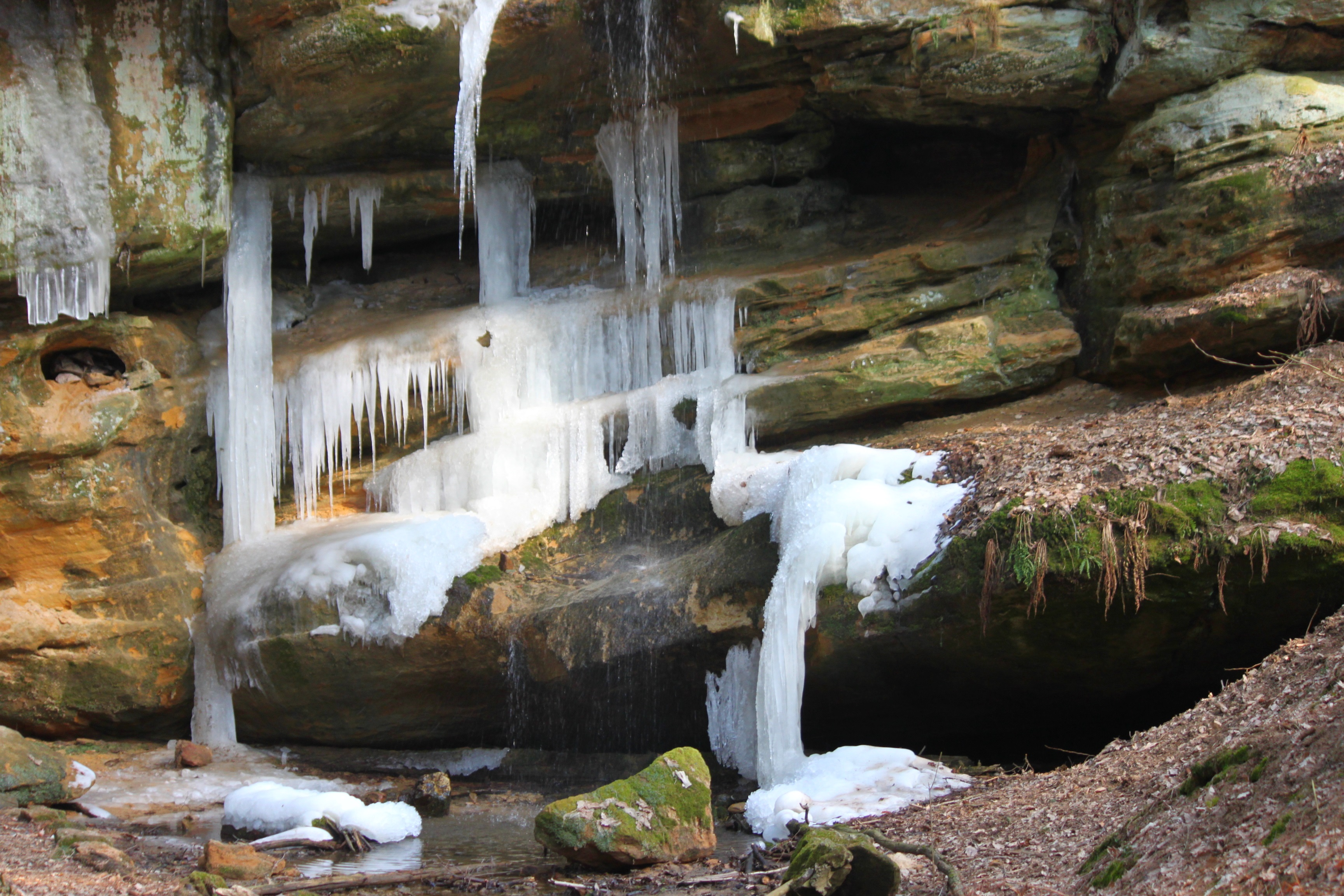
Wasserfall nordwestlich von Veitlahm

Etwa einen Kilometer nordwestlich von Veitlahm gibt es einen kleinen Wasserfall, der von einem Quellbach des Varzbrunnengraben gebildet wird.

## Baudenkmäler
Baudenkmäler sind unter anderem die evangelisch-lutherische Pfarrkirche „St. Veit“, das Wirtshaus zum Patersberg, das ehemalige Kantoratsgebäude, der Patersbergturm und vier Wohnstallhäuser.

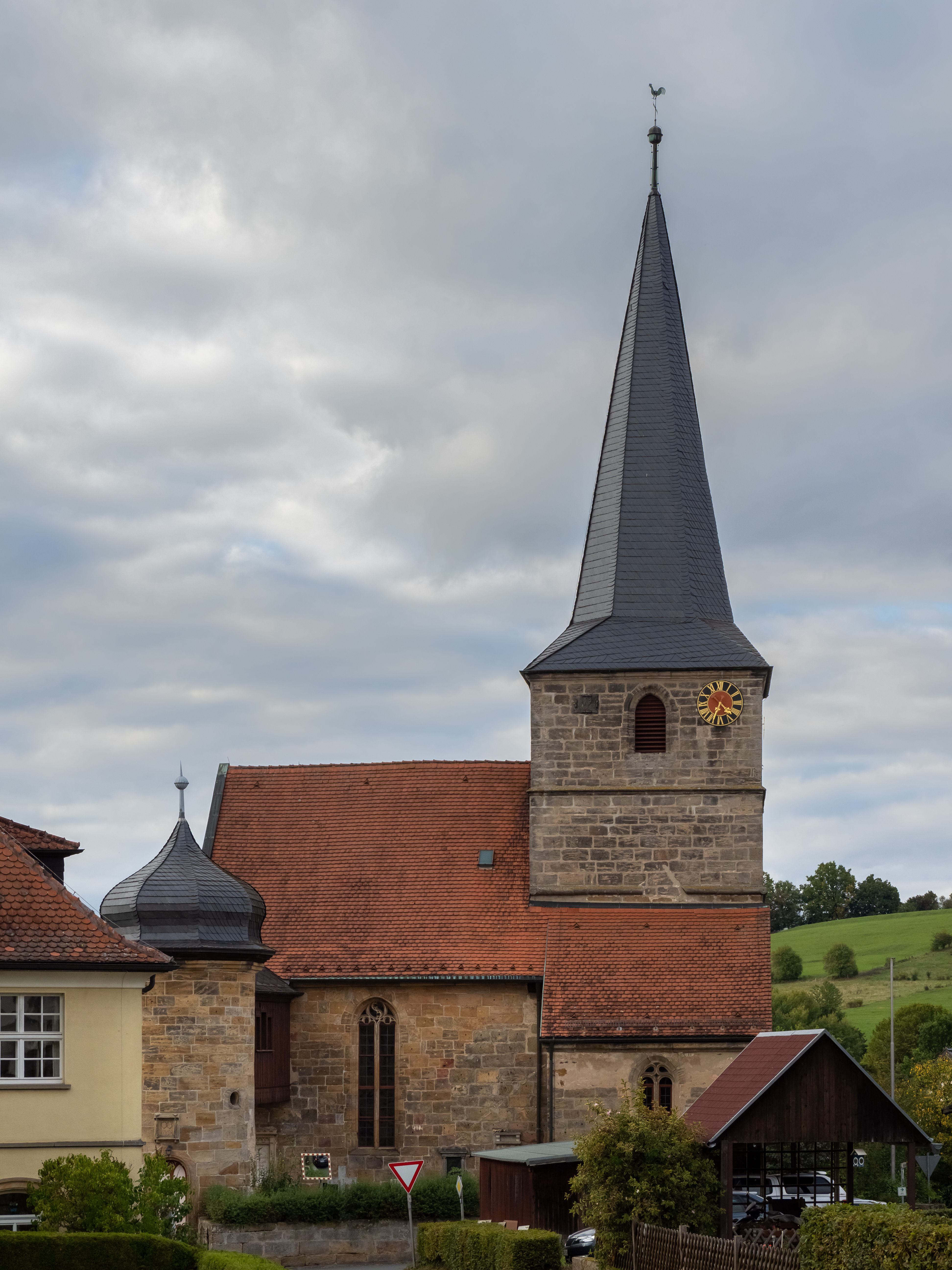
Die Pfarrkirche
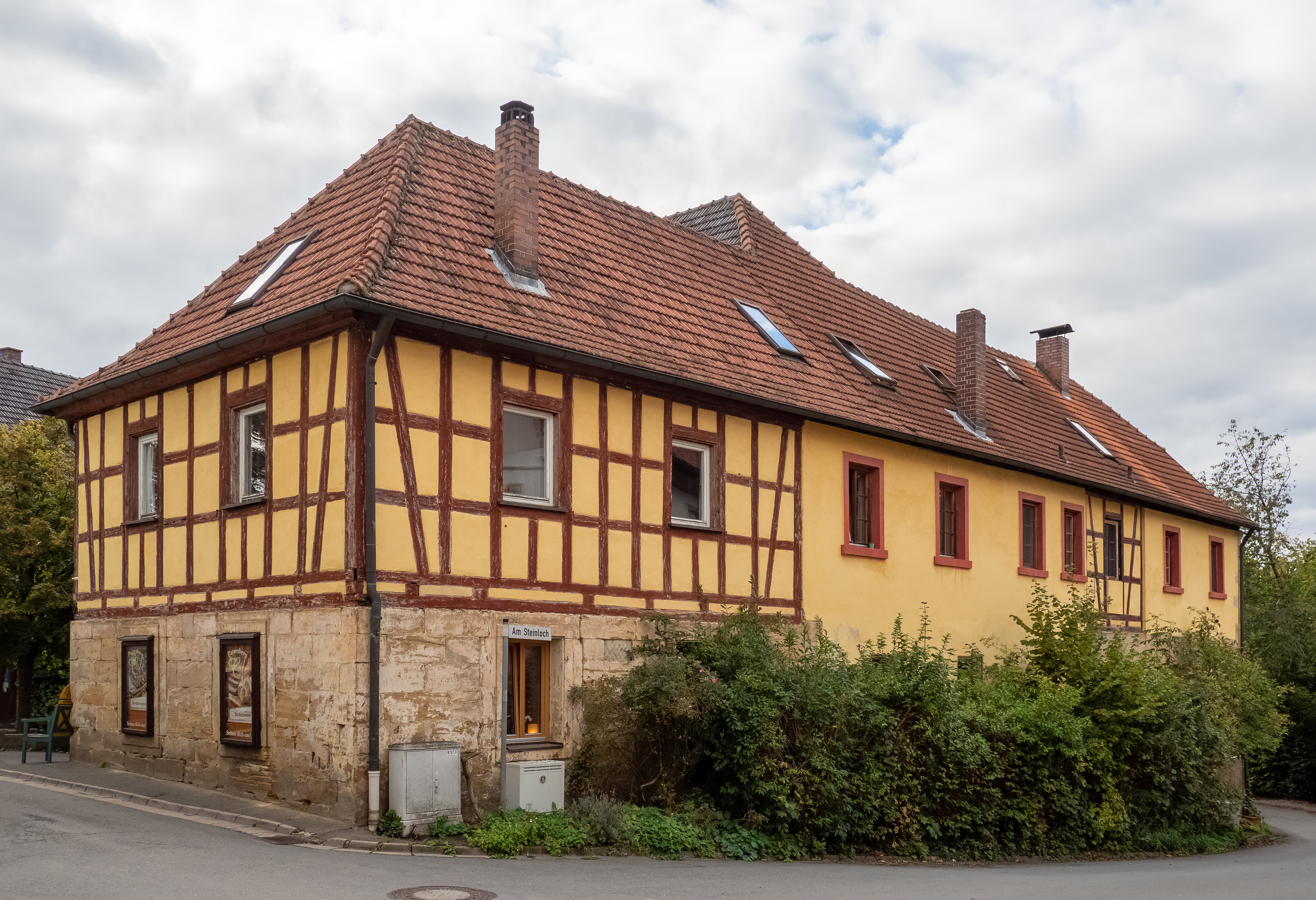
Wirtshaus zum Patersberg
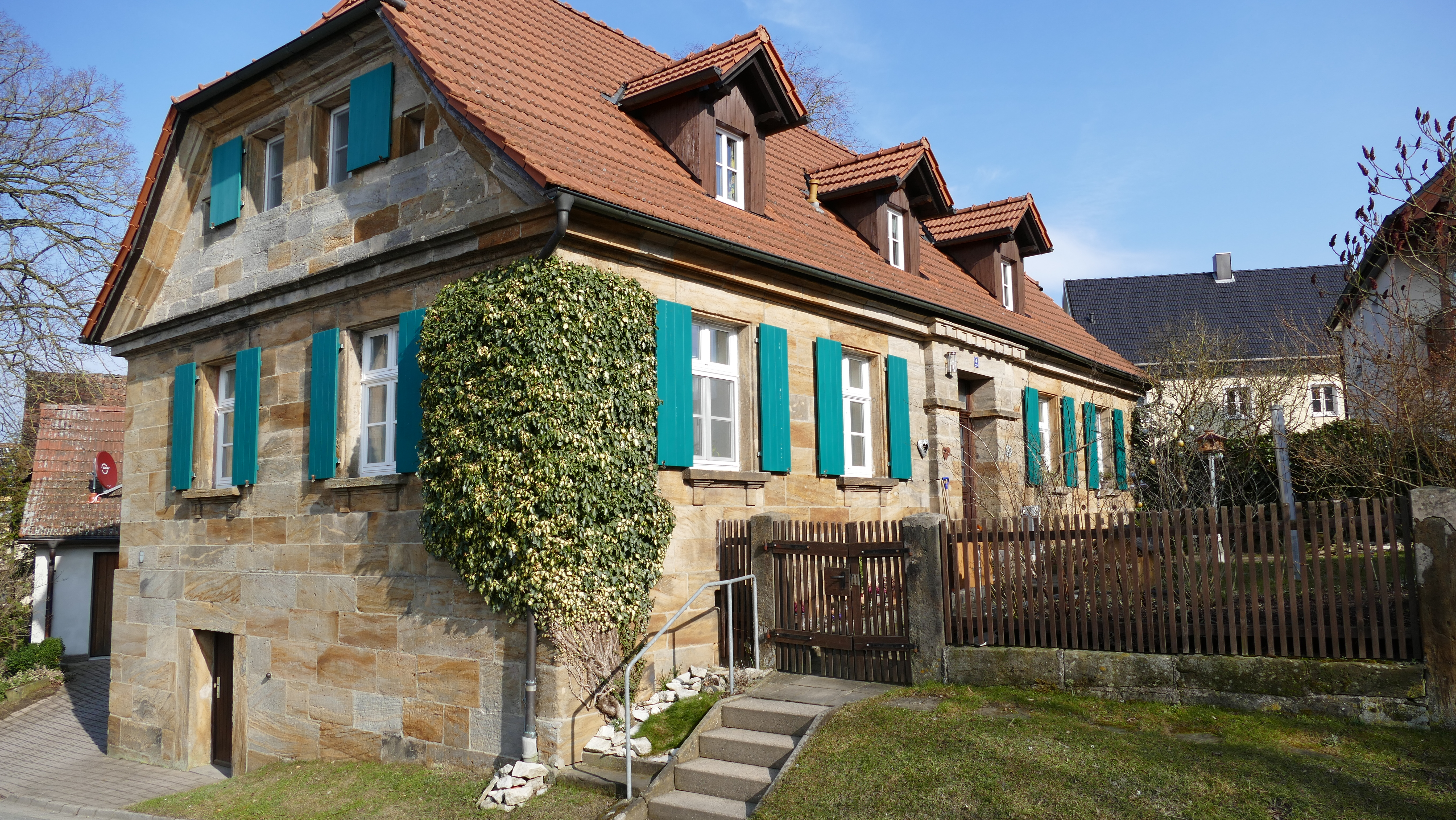
Ehemaliges Kantoratsgebäude
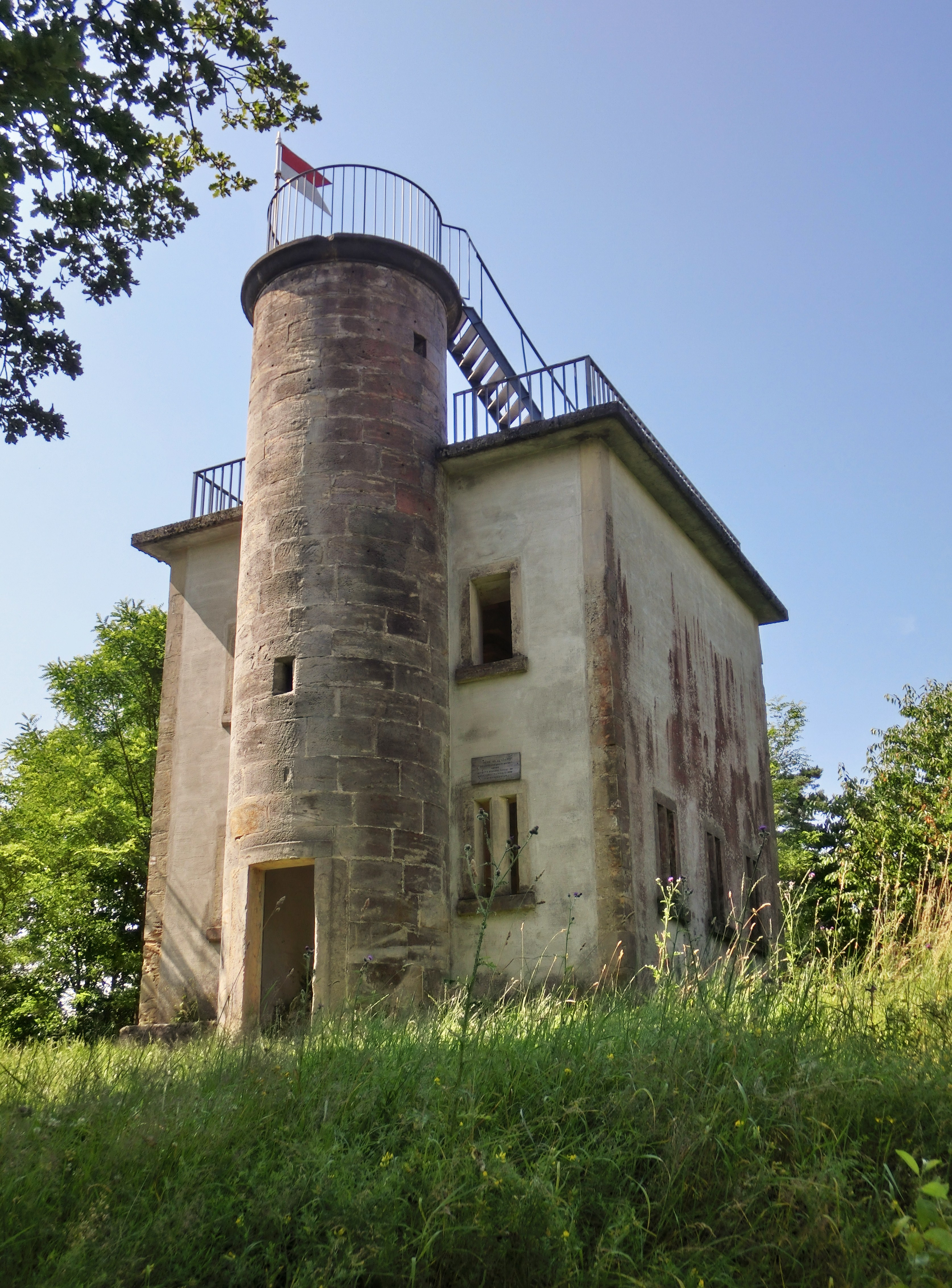
Patersbergturm

## Religion
Veitlahm ist seit der Reformation evangelisch-lutherisch geprägt und war ursprünglich eine Filiale von St. Johannis (Schwarzach).